# Microtropis tenuis
Microtropis tenuis är en benvedsväxtart som beskrevs av Colin Fraser Symington. Microtropis tenuis ingår i släktet Microtropis och familjen Celastraceae. Inga underarter finns listade.